# Шамбир, Василий Николаевич
Шамбир Василий Николаевич (род. 31 октября 1969 года; с. Петрив, Ивано-Франковская обл., УССР, СССР) — российский общественный и политический деятель. Депутат Мурманской областной думы V созыва. Председатель Мурманской областной думы (22 декабря 2011 года — 27 ноября 2014 года).

## Биография
Родился в семье военных. Учился в Суворовском училище. Специальность «инженер-экономист» получил по окончании Ивано-Франковского государственного технического университета нефти и газа. В 2003 году стал генеральным директором Кандалакшского опытного машиностроительного завода.
В марте 2009 года стал главой муниципального образования Кандалакшский район Мурманской области. Был избран депутатом Мурманской областной Думы V созыва в 2012 году. 22 декабря того же года путем тайного голосования был избран председателем регионального парламента. За его кандидатуру было отдано 20 голосов из 36.
27 ноября 2014 года освобожден от обязанностей председателя Мурманской областной думы в связи заведением четырёх уголовных дел по фактам хищений в особо крупном размере и злоупотребления полномочиями. В феврале 2016 года Октябрьский суд Мурманска признал его виновным по ч. 4 ст. 160 УК РФ («Хищение денежных средств путем присвоения в особо крупном размере») и ч. 1 ст. 201 УК РФ («Злоупотребление полномочиями»), приговорив его к 6 годам колонии и штрафу 800 тыс. рублей. В конце 2017 года освобождён условно-досрочно.